# Бартусяк, Саскиа
Са́скиа Бартуся́к (нем. Saskia Bartusiak; род. 9 сентября 1982, Франкфурт-на-Майне, Гессен) — немецкая футболистка и тренер, ныне ассистент главного тренера сборной Германии. Выступала на позиции защитника. В составе сборной Германии чемпион мира (2007), двукратный чемпион Европы (2009 и 2013), бронзовый призёр летних Олимпийских игр (2008), олимпийская чемпионка летних Олимпийских игр (2016).

## Карьера

### Клубная
Бартусяк с 1996 года выступала в составе «Франкфурта» (команда при одноимённом мужском клубе), но в 2005 году перешла в состав другого «Франкфурта», выступавшего в женской Бундеслиге, где стала важным игроком обороны. В последующие годы с командой она завоевала титулы обладателя кубка УЕФА (в сезонах 2005/06 и 2007/08), чемпиона Германии (2006/07 и 2007/08), победителя кубка Германии (2006/07, 2007/08 и 2010/11).

### В сборной
Саскиа Бартусяк дебютировала в составе сборной в апреле 2007 года в матче против Нидерландов. На чемпионате мира 2007 являлась игроком запаса, однако после него неизменно выступала в основном составе на крупных международных турнирах. Свой единственный гол за сборную забила 27 ноября 2013 года в матче против Хорватии в рамках отборочного турнира к чемпионату мира 2015.

#### Голы за сборную
| Голы Саскии Бартусяк за сборную Германии | Голы Саскии Бартусяк за сборную Германии | Голы Саскии Бартусяк за сборную Германии | Голы Саскии Бартусяк за сборную Германии | Голы Саскии Бартусяк за сборную Германии | Голы Саскии Бартусяк за сборную Германии | Голы Саскии Бартусяк за сборную Германии |
| №                                        | Дата                                     | Место                                    | Соперник                                 | Счёт                                     | Итог                                     | Турнир                                   |
| ---------------------------------------- | ---------------------------------------- | ---------------------------------------- | ---------------------------------------- | ---------------------------------------- | ---------------------------------------- | ---------------------------------------- |
| 1.                                       | 27 ноября 2013                           | Осиек, Хорватия                          | Хорватия                                 | 8:0                                      | 8:0                                      | ЧМ 2015 — отборочный турнир              |
| 2.                                       | 22 июля 2016                             | Падерборн, Германия                      | Гана                                     | 5:0                                      | 11:0                                     | Товарищеский матч                        |
| 3.                                       | 6 августа 2016                           | Сан-Паулу, Бразилия                      | Австралия                                | 2:2                                      | 2:2                                      | Олимпийские игры 2016                    |

## Достижения

### Клубные

#### «Франкфурт»
- Кубок УЕФА: победитель (3) 2005/06, 2007/08, 2014/15
- Чемпионат Германии: победитель (2) 2006/07, 2007/08
- Кубок Германии: победитель (4) 2006/07, 2007/08, 2010/11, 2013/14

### В сборной
- Чемпионат мира: победитель 2007
- Чемпионат Европы: победитель (2) 2009, 2013
- Олимпийские игры: бронзовый призёр 2008 ; золото 2016
- Кубок Алгарве: победитель 2012
- Чемпионат Европы (до 19 лет): победитель 2000

### Индивидуальные
- Серебряный лавровый лист[5]